# 936
| 936                |
| ------------------ |
| Dødsfald - Fødsler |
|                    |

| Gregoriansk kalender | 936 CMXXXVI             |
| Ab urbe condita      | 1689                    |
| Armensk kalender     | 385 ԹՎ ՅՁԵ              |
| Kinesiske kalender   | 3632 – 3633 乙未 – 丙申 |
| Etiopisk kalender    | 928 – 929               |
| Jødisk kalender      | 4696 – 4697             |
| Hindukalendere       |                         |
| - Vikram Samvat      | 991 – 992               |
| - Shaka Samvat       | 858 – 859               |
| - Kali Yuga          | 4037 – 4038             |
| Iransk kalender      | 314 – 315               |
| Islamisk kalender    | 324 – 325               |

Konge i Danmark: Gorm den Gamle før 936–958
Se også 936 (tal)

## Begivenheder
- I dette år fik kong Gorm den Gamle besøg af ærkebiskoppen Unni af Hamborg-Bremen.

## Dødsfald
- 15. januar – Rudolf af Burgund, konge af Det Vestfrankiske Rige fra 923
- 2. juli – Henrik Fuglefænger, hertug af Sachsen fra 912 og konge af det Østfrankiske Rige